# Johann Grillenberger
Johann Grillenberger (* 3. März 1939 in Sankt Margarethen im Burgenland) ist ein ehemaliger österreichischer Politiker (SPÖ).

## Leben
Johann Grillenberger absolvierte nach der achtjährigen Volksschule ab 1954 die Lehre zum Kfz-Mechatroniker. Er war danach bis 1972 in diesem Beruf tätig. 1972 fand er Arbeit als Schlosser, ehe er 1979 in Eisenstadt Angestellter der Burgenländischen Elektrizitätswirtschafts Aktiengesellschaft (BEWAG) wurde.
1977 zog Grillenberger für die Sozialdemokraten in den Gemeinderat von Großhöflein ein. Nur ein Jahr später, 1978, folgte die Wahl zum Vizebürgermeister. 1987 schließlich kandidierte er mit Erfolg für das Amt des Bürgermeisters. Als Ortsvorsteher war Grillenberger 15 Jahre lang, bis 2002, tätig.
Im Oktober 1996 folgte seine Angelobung als Mitglied des Bundesrats in Wien. Der zweiten österreichischen Parlamentskammer gehörte Johann Grillenberger bis Dezember 2000 an.
Grillenberger war 17 Jahre lang Landespräsident des Pensionistenverbandes Burgenland, 2018 folgte ihm Helmut Bieler in dieser Funktion nach.